# Герцинская Европа
Герци́нская Евро́па — природная область, в состав которой входят большая часть территории Франции (без Альп, Юры и Пиренеев), а также районы, расположенные между Альпами и предальпийскими плато на юге, Среднеевропейской равниной на севере и Карпатами и Вислой на востоке.
Природная область характеризуется преобладанием тектонических структур, образованных преимущественно герцинской складчатостью. В рельефе преобладают средневысотные горы и возвышенности (Центральный Французский массив, Армориканская возвышенность, Вогезы, Шварцвальд, Рейнские Сланцевые горы, Чешский массив), которые чередуются со ступенчатыми куэстовыми плато и равнинами (Парижский бассейн, Франконский Альб, Швабский Альб) и межгорными низменностями.
Климат на территории Герцинской Европы умеренный, морской; на замкнутых равнинах и в восточных районах умеренно континентальный. В горах выпадает 1000—2000 мм осадков в год, на равнинах — 500—800 мм. Густая сеть полноводных рек (Луара, Сена, Рейн, Эльба). В горах произрастают широколиственные (дуб, бук, граб, каштан) и хвойные (ель, пихта, сосна) леса. Равнинные районы преимущественно распаханы.